# Fotografie. Zeitschrift für kulturpolitische, ästhetische und technische Probleme der Fotografie
Fotografie. Zeitschrift für kulturpolitische, ästhetische und technische Probleme der Fotografie war laut ihrem Untertitel zugleich das „Organ des Deutschen Kulturbundes, Zentrale Kommission Fotografie der DDR.“ Die anfangs unregelmäßig, später monatlich herausgegebene Zeitschrift erschien zunächst mit dem Hauptsachtitel Die Fotografie und dem Zusatz Monatsschrift für das Gesamtgebiet der Fotografie. Sie war inhaltlich identisch mit der 1951 bis 1953 herausgegebenen Fotografika. Monatsschrift für das Gesamtgebiet der Fotografie.
Das Blatt bildete die Fortsetzung der früheren Publikationen Fotografische Rundschau und Mitteilungen, die Farbenphotographie, den Foto-Beobachter, die Gebrauchsfotografie, das Nachrichtenblatt für das Photographen-Handwerk sowie Das Kleinbild und die Photo-Industrie und -Handel. Zeitweilig enthielt die Fotografie das Mitteilungsblatt des Kulturbundes der DDR, Zentrale Kommission Fotografie als Beilage beziehungsweise des Kulturbundes der DDR, Gesellschaft für Fotografie.
Das Periodikum wurde von 1947 bis 1957 zunächst in Halle/Saale bei Knapp verlegt, von 1957 bis 1964 im dortigen Fotokinoverlag und bis zur 3. und zeitgleich letzten Ausgabe im 45. Jahrgang im Jahr 1991 in dem gleichnamigen Verlag in Leipzig.